# Caravaca de la Cruz
Caravaca de la Cruz is een gemeente in de Spaanse provincie en regio Murcia met een oppervlakte van 860 km². De stad bevindt zich vlak bij de Rio Argos, een zijrivier van de Rio Segura. Caravaca de la Cruz telt 25.591 inwoners (1 januari 2016).

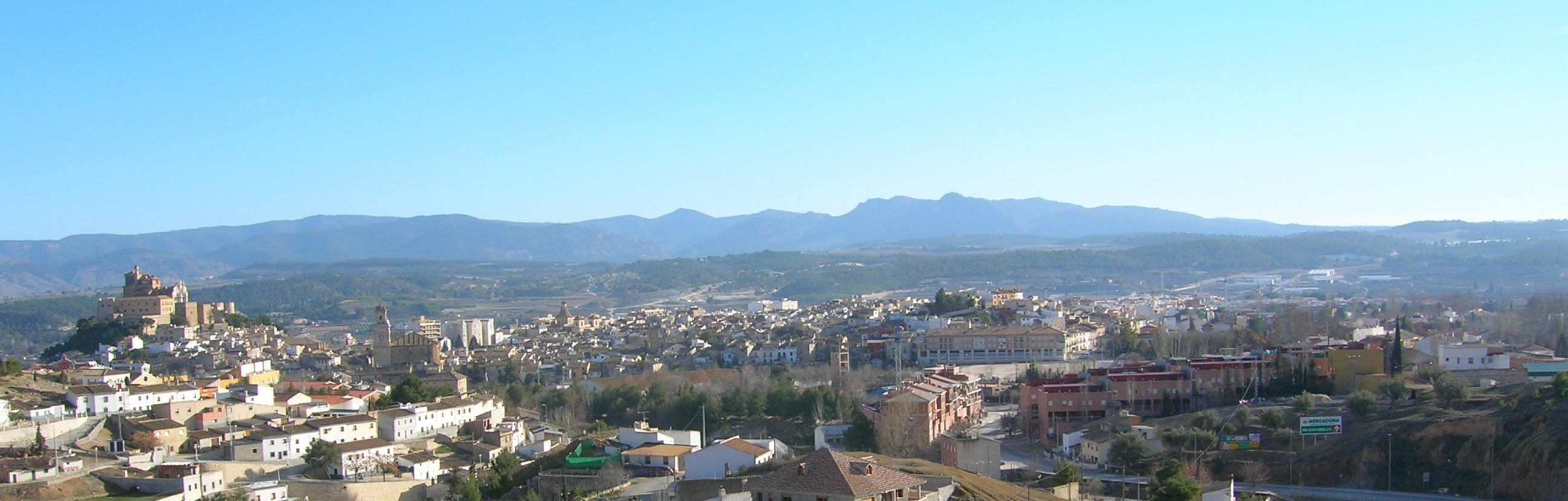
Panoramisch zicht Caravaca de la Cruz

Het is de vijfde heilige stad van het katholieke christendom, samen met Rome, Jeruzalem, Santiago de Compostela en het klooster van Santo Toribio de Liébana te Camaleño. Het was de toenmalige paus Johannes Paulus II die dit voorrecht in 1998 aan de stad schonk. Het viert om de zeven jaar zijn jubileum, het eerste in 2003, toen het werd bezocht door de toenmalige kardinaal Ratzinger, later paus Benedictus XVI. In 2010 werd het tweede jubileum gevierd en overtrof het de grens van één miljoen bezoeken in 2003. De feesten verkregen sinds 2004 het statuur van internationaal toeristisch belang.
Caravaca wordt gedomineerd door het middeleeuwse kasteel van Santa Cruz, en bevat verschillende kloosters en een mooie parochiekerk. In de kerk bevindt zich een wonderbaarlijk kruis gevierd om zijn genezende kracht. Ter ere van dit kruis wordt een jaarlijks festival gehouden. Caravaca is de thuisbasis van vele monumenten en musea, waarvan er veel belangrijke toeristische attracties zijn. De heuvels die zich naar het noorden uitstrekken zijn rijk aan marmer en ijzer. De stad is een belangrijk industrieel centrum, met grote ijzerfabrieken, leerlooierijen en papier-, chocolade- en oliefabrieken.
Naast de christelijke relikwie, heeft het ook een festival ter ere van het kruis, gehouden tussen 1 en 5 mei van elk jaar. Dit festival werd in 2004 van internationaal toeristisch belang verklaard. Samen met processies en optochten van de Moren en de Christenen is de viering van de Paarden van de Wijn bijzonder relevant. In 2017 werd de aanvraag tot erkenning van de UNESCO voor het Immateriële Culturele Erfgoed van de Mensheid aangevraagd.
In januari 2009 werd een gigantische archeologische vindplaats gevonden. Het bestaat uit 1300 graven van 2400 tot 1950 voor Christus.

## Erfgoed en Toerisme

### Basílica de la Vera Cruz

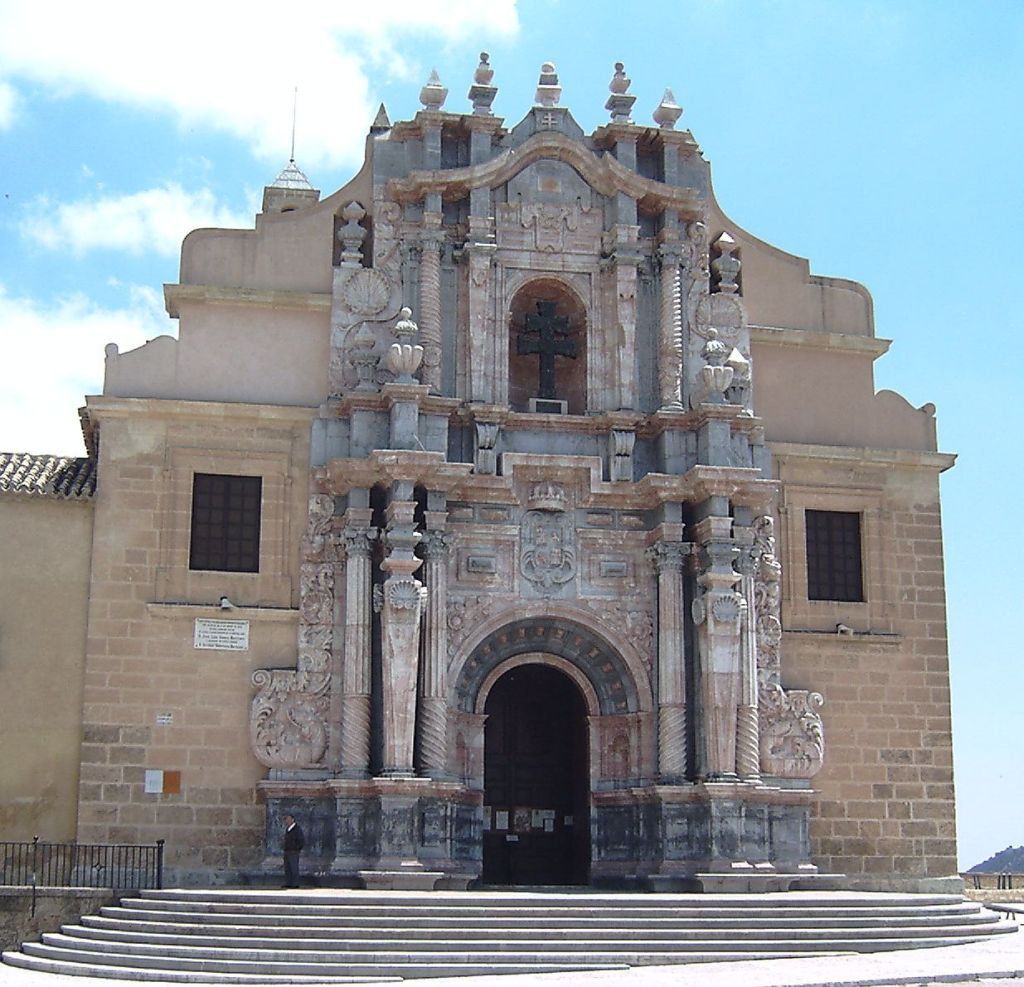
Santuario de la Vera Cruz

De bouw van de basiliek begon tijdens het jaar 1617 en was afgewerkt in 1703. Het gebouw werd ontworpen door architect Fray Alberto de la Madre de Dios. Het gebouw bevindt zich op de top van de heuvel, binnen de muren van het kasteel. Het bezit een fragment van het ware kruis waaraan Jezus Christus werd gekruisigd. Het was klaar in 1703.
Bekend is het verhaal van de legende van het kruis. In het begin van de 8e eeuw trokken de Arabieren en Berbers het Iberisch schiereiland binnen en bezetten het gebied. Het kostte bijna 800 jaar voor christenen om het land te heroveren. Rond het midden van die periode, in het jaar 1231 (of 1232 volgens sommigen), vond een wonder plaats in de zuidoostelijke Spaanse stad Caravaca de la Cruz. De stad ligt tussen de ruige bergketens van Murcia, die in die tijd nog een Moors koninkrijk was onder Zeyt-Abuzeyt. Zeyt-Abuzeyt was meerdere generaties verwijderd van de eerste invallers en kwam uit een rij gevestigde Moorse monarchen. Een van zijn taken was het beschermen van de regio tegen de invasie van de christenen. Het Christian Reconquesta nam verschillende vormen aan: van vechten tot geleidelijke infiltratie door missionarissen. Een van die christelijke missionarissen was Don Gínes Pérez Chirinos de Cuenca. Hij werd gevangen genomen en meegenomen voor de moslimkoning die nieuwsgierig was naar bepaalde aspecten van het christelijk geloof. Hij was in het bijzonder geïnteresseerd in de christelijke viering van het Laatste Avondmaal en vroeg de missionaris om de procedure te demonstreren. Men kan zich voorstellen dat de priester daartoe niet bereid zou zijn - in die tijd waren alleen gelovigen bij het avondmaal aanwezig. Toch ging hij ermee akkoord en zorgde de koning voor het nodige apparaat: een altaar gedrapeerd met een palletten doek, brood en wijn, en wat kaarsen. Een belangrijk element ontbrak echter: het kruis. De missionaris legt uit dat de aanwezigheid van een kruis van cruciaal belang is voor de Eucharistie en dat hij niet zonder kan. De koning riep uit: "Wat is dat?, naar iets aan het raam wijzend. Uit de hemel verschenen twee engelen met een kruis, die zij op het altaar plaatsten en daarna verdwenen.

## Demografische ontwikkeling
Bron: INE; 1857-2011: volkstellingen

## Geboren in Caravaca de la Cruz
- Ignacio Sánchez Navarro, Spaans componist, muziekpedagoog en dirigent
- Mari Trini, Spaans zangeres

Abanilla · Abarán · Águilas · Albudeite · Alcantarilla · Aledo · Alguazas · Alhama de Murcia · Archena · Beniel · Blanca · Bullas · Calasparra · Campos del Río · Caravaca de la Cruz · Cartagena · Cehegín · Ceutí · Cieza · Fortuna · Fuente Álamo de Murcia · Jumilla · La Unión · Las Torres de Cotillas · Librilla · Lorca · Lorquí · Los Alcázares · Mazarrón · Molina de Segura · Moratalla · Mula · Murcia · Ojós · Pliego · Puerto Lumbreras · Ricote · San Javier · San Pedro del Pinatar · Santomera · Torre-Pacheco · Totana · Ulea · Villanueva del Río Segura · Yecla